# 花粉食動物

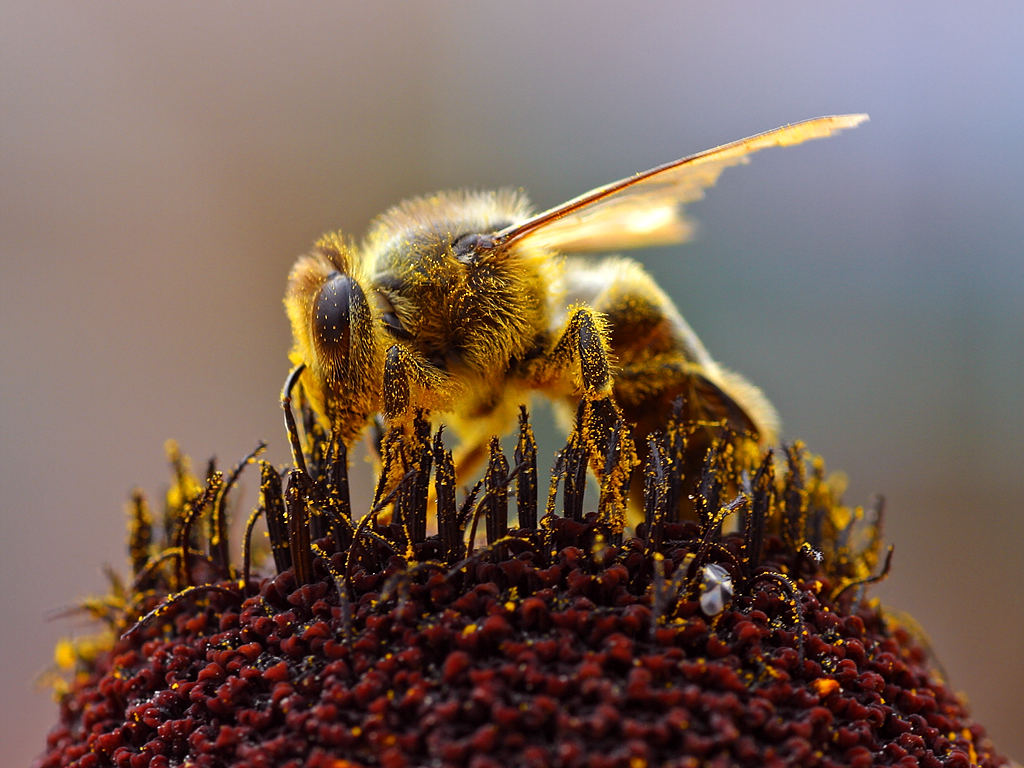
花粉を集めるセイヨウミツバチ

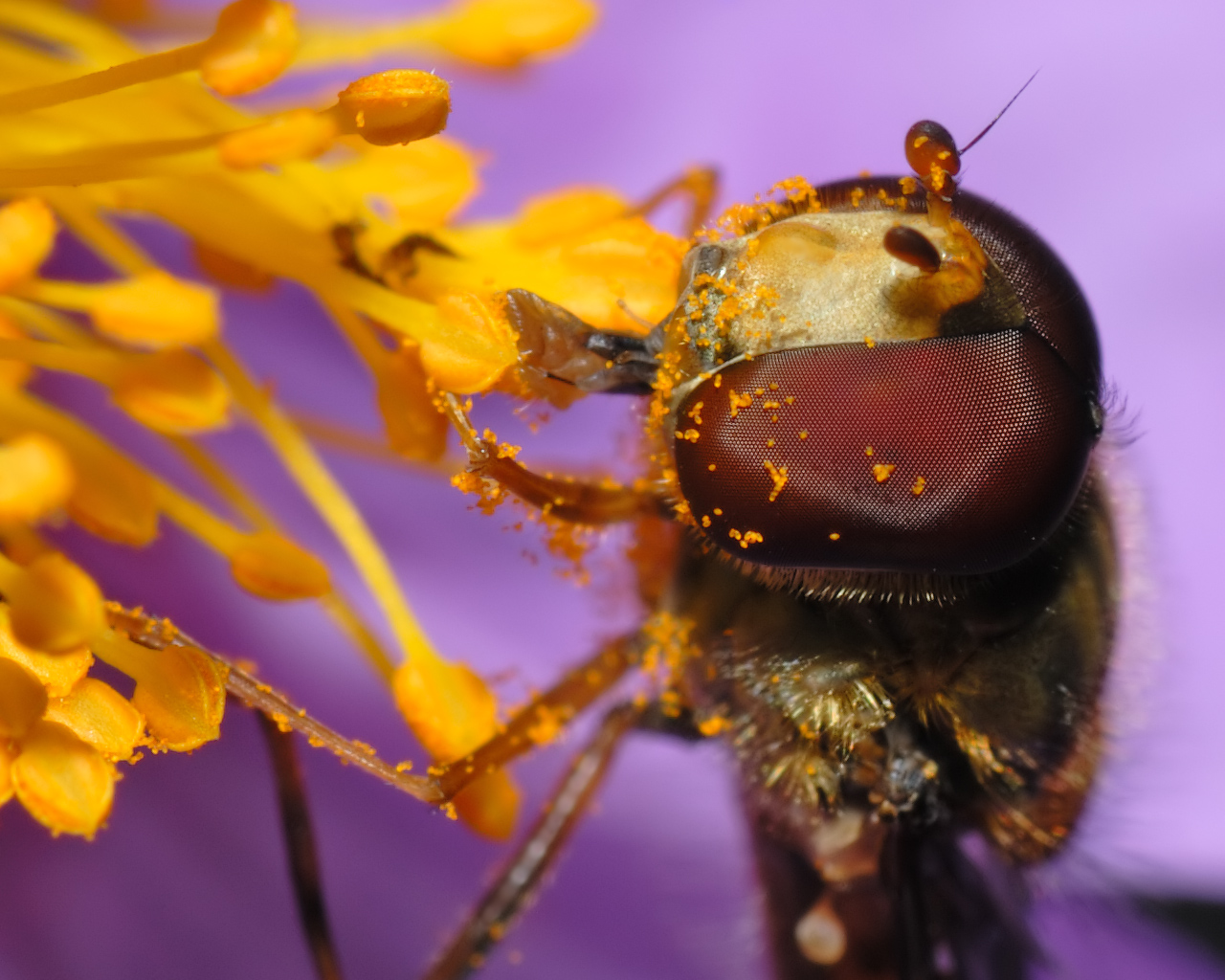
キストゥス・インカヌス（Cistus incanus）の花にとまるホソヒラタアブ（Episyrphus balteatus）

花粉食動物（かふんしょくどうぶつ、palynivore）は、種子植物によって生産される花粉を選択的に食物とする植物食動物の一群である。

## 特徴
ほとんどの真正の花粉食動物は昆虫類とダニ類である。
この食性分類が最も厳密に適用される場合、本質的に全てのハナバチ（花蜂）と、ごく少数のハナバチ以外のハチ類だけが該当する。
これらの昆虫では花粉が全生活史のうちに消費される唯一の固形の食物であることが、その理由である。
花粉食のダニ類と、総翅目（アザミウマ目）の昆虫は、概して花粉の外膜を摂食することなく、花粉粒の内部にある液体部分だけを摂取する。
また、幼虫期もしくは成虫期の一段階における花粉食を花粉食動物のリストに含む場合、その数は膨大となり、多くの甲虫類とハエの仲間、および、チョウとガ、そして、先述以外のハチが加わってくる。
蜜食動物であるさまざまな鳥類や、その他の蜜食動物がそうであるように、機会的に花粉を食べる昆虫は膨大な数に上る。

## 具体例
花粉食動物とその関連で特筆に値するものをここに示す。ハナバチ類、ハナアブ類は送粉者として、自然界でも重要であり、花粉媒介の習性は作物生産にも利用されている（人工授粉）。
- 総翅目（アザミウマ目） ：昆虫綱。
- ハナバチ ：昆虫綱- 膜翅目（ハチ目）。特にミツバチは養蜂でも重要。
- ハナアブ ：昆虫綱- 双翅目（ハエ目）。双翅目の中でも特に花粉食でよく知られている。
- ハナムグリ亜科 ：昆虫綱- 鞘翅目（コウチュウ目）。
- ダニ目 ：クモ綱。